# Nocarodes armenus
Nocarodes armenus är en insektsart som beskrevs av Willy Adolf Theodor Ramme 1951. Nocarodes armenus ingår i släktet Nocarodes och familjen Pamphagidae. Inga underarter finns listade i Catalogue of Life.